# Chevannes (Yonne)
Chevannes é uma comuna francesa na região administrativa de Borgonha-Franco-Condado, no departamento de Yonne. Estende-se por uma área de 23,54 km². Em 2010 a comuna tinha 2 238 habitantes (densidade: 95,1 hab./km²).